# Upogebia omissago
Upogebia omissago är en kräftdjursart som beskrevs av Williams 1993. Upogebia omissago ingår i släktet Upogebia och familjen Upogebiidae. Inga underarter finns listade i Catalogue of Life.